# Canton de Pointe-Noire
Le canton de Pointe-Noire est une ancienne division administrative française, située dans le département de la Guadeloupe et la région Guadeloupe.

## Composition
Le canton de Pointe-Noire comprenait une commune :
- Pointe-Noire : 7 689 habitants

## Représentation
| Période                                                 | Période      | Identité                | Étiquette             | Qualité |
| ------------------------------------------------------- | ------------ | ----------------------- | --------------------- | --- |
| 1955                                                    | 1973         | Pierre Saint-Cyr Pagesy | DVD                   | Agriculteur Maire de Pointe-Noire (1953-1971) |
| 1973                                                    | 1988 (décès) | Marcel Esdras           | DVG puis UDF          | Médecin Député (1981-1986) Président du conseil régional (1981-1982) Maire de Pointe-Noire (1971-1988)                                                     |
| 1988                                                    | 2004         | Claude Guillaume        | DVG puis RPR → OG-UMP | Instituteur Maire de Pointe-Noire (1988-2001) |
| 2004                                                    | 2011         | Félix Desplan           | FGPS                  | Principal de collège 1er vice-président du conseil général Suppléant du député Léo Andy (1997-2002) Sénateur (2011-2017) Maire de Pointe-Noire (2001-2013) |
| 2011                                                    | 2015         | Brigitte Haguy-Jean     | FGPS                  | Cadre de santé Conseillère municipale de Pointe-Noire |
| Les données antérieures ne sont pas encore mentionnées. |              |                         |                       | |